# Cerealto
Cerealto è una frazione del comune italiano di Valdagno, in provincia di Vicenza.

## Geografia fisica
Si trova sulle colline a ovest di Valdagno, a circa 700 metri di altitudine. Conta attualmente circa duecento abitanti.
Cerealto è attraversato da un piccolo torrente, il Garzaro, che nasce dai monti di Castelvecchio. Il Garzaro si divide poi in tre parti e forma tre valli: la Valle dei Trogari, la Valle del Frigo e la Valle Zanetti.

## Storia
Il nome secondo alcuni storici (Bergamini, Maccà, Mantese) deriva da quella che doveva essere la principale caratteristica del luogo: gli alti cerri.
Il toponimo si trova nominato per la prima volta nel XIV secolo.
Dai codici dei Feudi dell'Archivio storico della Curia diocesana di Vicenza si apprende che nell'anno 1310 il comune di Cornedo comperava dal vescovo di Vicenza le selve di Muzzolon e Cerealto.
Nel documento si specifica anche che queste terre erano state dissodate negli ultimi decenni del Duecento da lavoratori di origine tedesca, i cosiddetti Cimbri.

## La chiesa parrocchiale
La chiesa è intitolata a santa Caterina.
Esisteva già nel 1444, non aveva però un suo sacerdote, ma era unita a san Nicolò di Altissimo il cui parroco “Conradum de Alemannia” prestava servizio anche a Cerealto.
E interessante notare come ancora nel 1525 il parroco di Cerealto, don Leonardo de Velchio in Alemania, fosse di origine tedesca per poter essere compreso dalla popolazione.
Nel 1736 un fulmine distrusse il campanile e parte della chiesa.
Ventidue capifamiglia, nella vicinia generale dell'8 luglio 1736, all'unanimità decisero la ricostruzione del campanile e della chiesa "per renderla a perfetion, a lode del Signore Iddio...".
La nuova chiesa aveva tre altari; il maggiore era dedicato a santa Caterina e i due laterali alla Madonna del Rosario, a san Rocco e a sant'Antonio abate.
La chiesa alla fine dell'Ottocento si trovava in precarie condizioni e quindi si decise di demolirla per far posto a quella nuova.
Nel 1923 si iniziò la costruzione della nuova chiesa e negli Anni Cinquanta fu eretto il nuovo campanile.